# Moratorium
Moratorium (łac. moratorius, zwlekający) – zawieszenie, tymczasowe wstrzymanie. Pojęcie stosowane najczęściej w znaczeniu prawniczym: zawieszenie obowiązku świadczeń płatności, np. odsetek kredytu, zmiana formy zapłaty lub terminu. Uzgodnione prawnie na czas określony z powodu wyjątkowych okoliczności.
W erystyce: zawieszenie dyskusji w sytuacji, gdy żadna ze stron sporu nie jest w stanie przekonać do swoich poglądów drugiej strony.

## Kara śmierci
Moratorium nazywa się też zawieszenie orzekania i wykonywania kary śmierci. Obowiązuje m.in. w Rosji oraz w niektórych stanach USA.
W Polsce od 1988 obowiązywało faktyczne moratorium na wykonywanie kary śmierci (nie zostało ono wydane przez żaden konstytucyjny organ władzy publicznej). Przekształciło się ono w moratorium ustawowe po wejściu w życie ustawy z 12 lipca 1995 r. o zmianie Kodeksu karnego, Kodeksu karnego wykonawczego oraz o podwyższeniu dolnych i górnych granic grzywien i nawiązek w prawie karnym. Kodeks karny z 1997 r. nie przewiduje kary śmierci.